# Testes de detecção de antigénios de paludismo

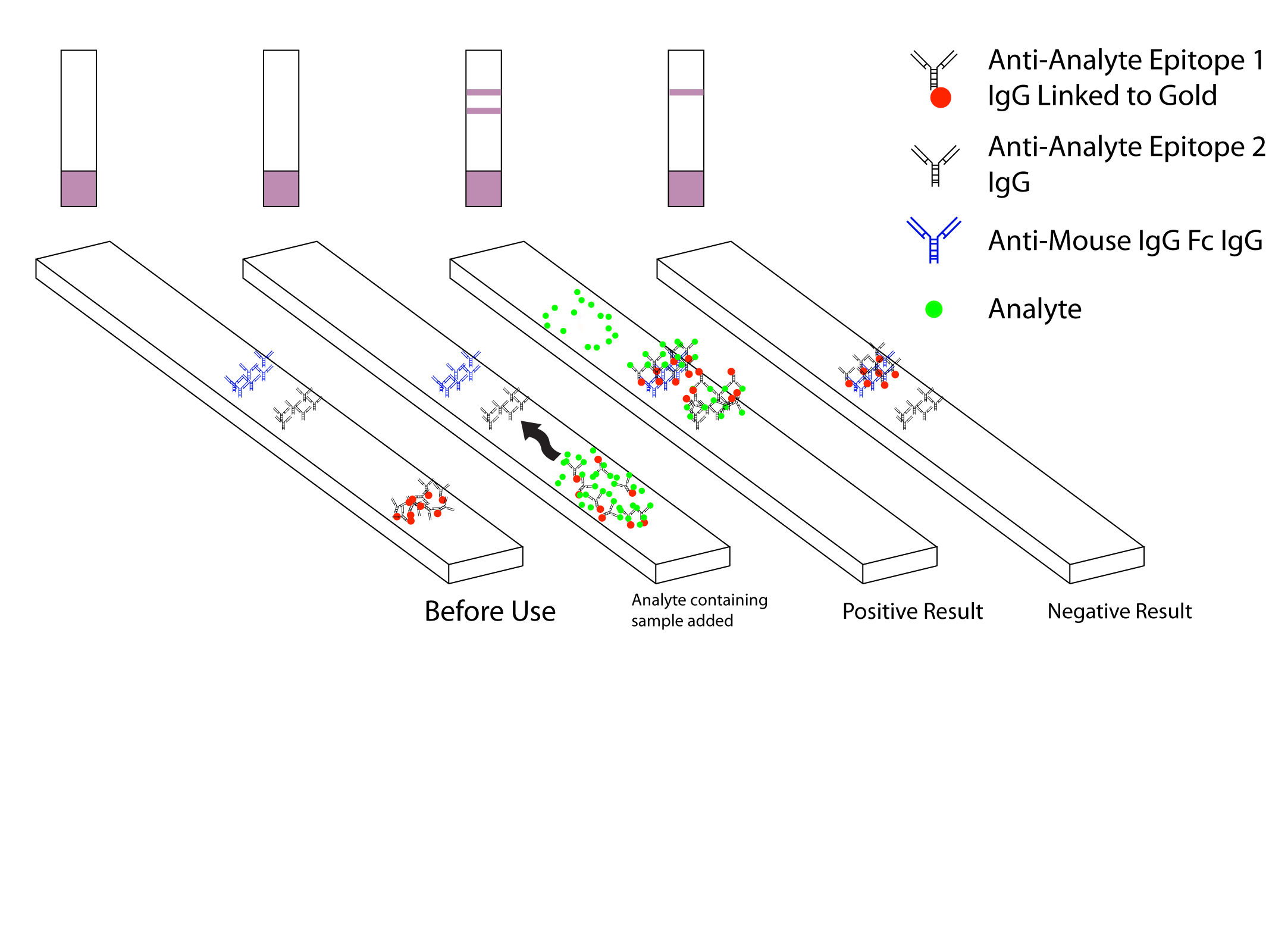
Um diagrama esquemático de uma vareta

Os testes de detecção de antigénios da malária são um grupo de testes de diagnóstico rápido comercialmente disponíveis do tipo de teste rápido de antigénios que permitem o diagnóstico rápido da malária por pessoas que, de outra forma, não são qualificadas nas técnicas laboratoriais tradicionais para o diagnóstico da malária ou em situações em que tal equipamento não está disponível. Existem actualmente mais de 20 testes deste tipo comercialmente disponíveis (testes de produto da OMS 2008). O primeiro antigénio do paludismo adequado como alvo para tal teste foi uma enzima glicolítica solúvel Glutamato desidrogenase. Nenhum dos testes rápidos é actualmente tão sensível como uma película de sangue espessa, nem tão barato. Uma grande desvantagem na utilização de todos os métodos actuais de vareta é que o resultado é essencialmente qualitativo. Em muitas áreas endémicas da África tropical, no entanto, a avaliação quantitativa da parasitemia é importante, uma vez que uma grande percentagem da população testará positivo em qualquer ensaio qualitativo.

## Testes de Diagnóstico Rápido da Malária baseados em antigénio
A malária é uma doença curável se os pacientes tiverem acesso a diagnóstico precoce e tratamento imediato. Os testes de diagnóstico rápido baseados em antigénios (TDR) têm um papel importante na periferia da capacidade dos serviços de saúde porque muitas clínicas rurais não têm a capacidade de diagnosticar o paludismo no local devido à falta de microscópios e de técnicos treinados para avaliar as radiografias de sangue. Além disso, em regiões onde a doença não é endémica, os técnicos de laboratório têm uma experiência muito limitada na detecção e identificação de parasitas da malária. Um número cada vez maior de viajantes de zonas temperadas visita anualmente países tropicais e muitos deles regressam com uma infecção de malária. Os testes RDT ainda são considerados como complementos da microscopia convencional, mas com algumas melhorias pode muito bem substituir o microscópio. Os testes são simples e o procedimento pode ser realizado no local em condições de campo. Estes testes utilizam sangue de dedo ou sangue venoso, o teste completo demora um total de 15-20 minutos, e não é necessário um laboratório. O limiar de detecção por estes testes de diagnóstico rápido situa-se na gama de 100 parasitas/µl de sangue em comparação com 5 por microscopia de película espessa.

### pGluDH
Glutamato de Plasmodium desidrogenase (pGluDH) precipitado por anticorpos do hospedeiro
Um diagnóstico preciso torna-se cada vez mais importante, tendo em conta a crescente resistência do Plasmodium falciparum e o elevado preço das alternativas à cloroquina. A enzima pGluDH não ocorre no glóbulo vermelho do hospedeiro e foi recomendada como enzima marcadora para espécies de Plasmodium por Picard-Maureau et al. em 1975. O teste da enzima marcadora da malária é adequado para trabalho de rotina e é agora um teste padrão na maioria dos departamentos que lidam com a malária. Sabe-se que a presença de pGluDH representa a viabilidade do parasita e que um teste de diagnóstico rápido utilizando pGluDH como antigénio teria a capacidade de diferenciar organismos vivos de organismos mortos. Um RDT completo com pGluDH como antigénio foi desenvolvido na China e está agora a ser submetido a ensaios clínicos. Os pGluDH são enzimas ubíquas que ocupam um importante ponto de intersecção entre o metabolismo do carbono e do azoto. Tanto a nicotinamida adenina dinucleótido (NAD) [EC 1.4.1.2] como a nicotinamida adenina dinucleótido fosfato (NADP) dependente de GluDH [EC 1.4.1.4] estão presentes em Plasmodia; o GluDH dependente de NAD é relativamente instável e não é útil para fins de diagnóstico. A glutamato desidrogenase fornece uma fonte de carbono oxidável utilizada para a produção de energia, bem como um portador de electrões reduzido, NADH. O glutamato é um doador principal de aminoácidos para outros aminoácidos em reacções de transaminação subsequentes. Os múltiplos papéis do glutamato no equilíbrio do azoto fazem dele uma porta de entrada entre o amoníaco livre e os grupos de aminoácidos da maioria dos aminoácidos. A sua estrutura cristalina é publicada. A actividade de GluDH em P.vivax, P.ovale e P. malariae nunca foi testada, mas dada a importância do GluDH como enzima de ponto de ramificação, cada célula deve ter uma alta concentração de GluDH. É bem conhecido que as enzimas com um elevado peso molecular (como o GluDH) têm muitos isozimas, o que permite diferenciações de estirpes (dado o anticorpo monoclonal correcto). O hospedeiro produz anticorpos contra a enzima parasita, o que indica uma baixa identidade de sequência.

### Proteína rica em histidina II
A proteína II rica em histidina (HRP II) é uma proteína rica em histidina e alanina, solúvel em água, que está localizada em vários compartimentos celulares, incluindo o citoplasma parasita. O antigénio é expresso apenas pelos trofozoítos de P. falciparum. O HRP II de P. falciparum tem sido implicado na biocralização da hemozoína, uma forma inerte e cristalina de ferriprotoporfirina IX (Fe(3+)-PPIX) produzida pelo parasita. Uma quantidade substancial do HRP II é secretada pelo parasita na corrente sanguínea do hospedeiro e o antigénio pode ser detectado em eritrócitos, soro, plasma, líquido cefalorraquidiano e mesmo urina como uma proteína hidrossolúvel secretada. Estes antigénios persistem no sangue circulante depois de a parasitemia ter sido eliminada ou reduzida em grande parte. Geralmente demora cerca de duas semanas após o tratamento bem sucedido dos testes baseados no HRP2 para se tornar negativo, mas pode demorar até um mês, o que compromete o seu valor na detecção de infecção activa. Foram relatados falsos resultados positivos de vareta em doentes com artrite reumatóide com factor reumatóide positivo. Uma vez que o HRP-2 é expresso apenas por P. falciparum, estes testes darão resultados negativos com amostras contendo apenas P. vivax, P. ovale, ou P. malariae; muitos casos de malária não-falciparum podem, portanto, ser erradamente diagnosticados como malária negativa (algumas estirpes de P. falciparum também não têm HRP II). A variabilidade dos resultados das RDT baseadas em pHRP2 está relacionada com a variabilidade do antigénio alvo.

### pLDH
P. falciparum lactate dehydrogenase (PfLDH) é uma oxidoreductase de 33 kDa [EC 1.1.1.27]. É a última enzima da via glicolítica, essencial para a geração de ATP e uma das enzimas mais abundantes expressas pelo P. falciparum. Plasmodium LDH (pLDH) de P. vivax, P. malariae, e P. ovale) apresentam uma identidade de 90-92% para o PfLDH de P. falciparum. Os níveis de pLDH foram reduzidos no sangue mais cedo após o tratamento do que o HRP2. A este respeito, o pLDH é semelhante ao pGluDH. No entanto, as propriedades cinéticas e sensibilidades aos inibidores visados pelo local de ligação do co-factor diferem significativamente e são identificáveis através da medição de constantes de dissociação para inibidores que, diferem até 21 vezes.

### pAldo
Fructose-bisfosfato aldolase [EC 4.1.2.13] catalisa uma reacção chave na glicólise e na produção de energia e é produzido pelas quatro espécies. A P.falciparum aldolase é uma proteína de 41 kDa e tem 61-68% de sequência semelhante a aldolases eucarióticas conhecidas. A sua estrutura cristalina foi publicada. A presença de anticorpos contra a p41 nos soros de adultos humanos parcialmente imunes à malária sugere que a p41 está implicada na resposta imunitária protectora contra o parasita.